# Neujahrsrücken
Neujahrsrücken är en bergstopp i Antarktis. Den ligger i Östantarktis. Nya Zeeland gör anspråk på området. Toppen på Neujahrsrücken är 880 meter över havet.
Terrängen runt Neujahrsrücken är lite kuperad. Trakten är obefolkad. Det finns inga samhällen i närheten.